# Laolestes
Laolestes — вимерлий рід дріолестидових ссавців. Залишки відомі з формації Моррісон, у стратиграфічних зонах 5 і 6, пізньої юри Португалії та ранньої крейди Wadhurst Clay Великої Британії. 